# Etzelhof
Etzelhof ist ein Ortsteil der Stadt  Nabburg im Oberpfälzer Landkreis Schwandorf (Bayern).

## Geografie
Etzelhof liegt 500 Meter nördlich der Bundesautobahn 6 und ungefähr 5 Kilometer westlich von Nabburg. Durch Etzelhof verlief eine alte Verbindungsstraße zwischen Amberg und Nabburg.
Nordöstlich von Etzelhof erhebt sich der 509 Meter hohe Etzelhofer Rangen und südöstlich das 488 Meter hohe Bergholz.
Etzelhof liegt zwischen den beiden von Norden nach Süden fließenden Bächen Stockbach im Osten und Ebertsbierlbach im Westen.

## Geschichte
Vom 11. bis zum 13. Jahrhundert gehörte Etzelhof (auch: Etslhof, Etzelhoff, Ezlhof) zur Mark Nabburg und zum Besitz der Diepoldinger.
Die Mark Nabburg wurde Anfang des 11. Jahrhunderts erstmals in Urkunden erwähnt. Ende der 1070er Jahre erlangte sie ihre Selbständigkeit unter Kaiser Heinrich IV. und den schwäbischen Diepoldingern. Diepold II. von Vohburg nannte sich erstmals Markgraf. Ihm folgte 1078 sein Sohn Diepold III. von Vohburg. Nach dessen Tod im Jahr 1146 gelangte die Mark Nabburg kurzzeitig in den Besitz von Gebhard III. von Sulzbach.
Ab 1149 hörte die Mark Nabburg auf zu existieren. Die Nachfahren Diepolds III. behielten nur ihre Hausgüter in Nabburg, Etzelhof, Wölsendorf, Friedersdorf, Kagern (unklar: Kagern (Tiefenbach)? oder abgegangen), Saltendorf, Maierhof und Neunaigen. Nach dem Aussterben dieser Linie der Diepoldinger fielen diese Güter 1254 an die in Nabburg ansässige Linie der Wittelsbacher.
Im Burggeding des Pfalzgrafs Ruprecht III. aus dem Jahr 1379 wurde Etzelhof als zum Stadt- und Steuerbereich Nabburg gehörig erwähnt.
Im Amtsverzeichnis von 1596 war Etzelhof mit einem Hof verzeichnet. Im Zinsbuch der Hofmark Weihern wurde Etzelhof 1597 mit 2 Untertanen aufgeführt. Im Türkensteueranlagsbuch von 1606 waren für Etzelhof 2 Höfe, 2 Pferde, 2 Ochsen, 3 Kühe, 3 Rinder, 2 Stiere, 1 Kalb und eine Steuer von 6 Gulden und 39 Kreuzer eingetragen. Im Steuerbuch von 1630 wurden für Etzelhof 1 Hof, 1 Gut, 8 Ochsen, 11 Kühe, 14 Rinder, 3 Schweine, 4 Frischlinge und eine Steuer von 9 Gulden und 53 Kreuzern verzeichnet.
Während des Dreißigjährigen Krieges erlebte die Region einen Bevölkerungsrückgang. 1631 hatte Etzelhof 3 Untertanen, 1712 waren es 2. Die Kriegsaufwendungen betrugen 403 Gulden.
Im Herdstättenbuch von 1721 erschien Etzelhof mit 2 Anwesen, 3 Häusern und 3 Feuerstätten, im Herdstättenbuch von 1762 mit 2 Herdstätten ohne Inwohner und einer Herdstätte im Hirtenhaus mit einem Inwohner. 1792 hatte Etzelhof 2 hausgesessene Amtsuntertanen. 1803 wurden dem Landgericht Nabburg in Etzelhof 2 Untertanen zugewiesen. 1808 gab es in Etzelhof 2 Anwesen, ein Hirtenhaus und 21 zum Pflegamt Tännesberg gehörige einschichtige Untertanen.
1819 gehörte Etzelhof mit 2 Gerichtsholden zum Patrimonialgericht Weihern. Die Errichtung des Patrimonialgerichts II. Klasse wurde der Gutsfamilie (Baronin Duprel) 1820 gestattet. Zum Patrimonialgericht Weihern gehörten 67 Gerichtsholde aus Ober- und Unterweihern und den dort befindlichen Weiherhäuseln, 7 Gerichtsholde in Söllitz, ein Gerichtshold in Oberpfreimd, 11 Gerichtsholde in Saltendorf, 3 Gerichtsholde in Döllnitz,  ein Gerichtshold in Friedersdorf, ein Gerichtshold in Oberndorf, 2 Gerichtsholde in Etzelhof, 2 Gerichtsholde in Rottendorf, ein Gerichtshold in Ellersdorf. 1830 wurde das Patrimonialgericht aufgelöst und ging an den Staat über.
1808 begann in Folge des Organischen Ediktes des Innenministers Maximilian von Montgelas in Bayern die Bildung von Gemeinden. Dabei wurde das Landgericht Nabburg zunächst in landgerichtische Obmannschaften geteilt. Etzelhof kam zur Obmannschaft Brudersdorf. Zur Obmannschaft Brudersdorf gehörten: Brudersdorf, Diepoltshof, Passelsdorf, Lissenthan, Etzelhof, Bergelshof und Ödhof.
Dann wurden 1811 in Bayern Steuerdistrikte gebildet. Dabei kam Etzelhof zum Steuerdistrikt Lissenthan. Der Steuerdistrikt Lissenthan bestand aus den beiden Dörfern Lissenthan und Etzelhof, dem Weiler Bergelshof und der Spitalwaldung Herrenberg der Stadt Nabburg. Er hatte 19 Häuser, 129 Seelen, 220 Morgen Äcker, 45 Morgen Wiesen, 55 Morgen Holz, 1 Weiher, 20 Morgen öde Gründe und Wege, 2 Pferde, 30 Ochsen, 27 Kühe, 45 Stück Jungvieh, 45 Schafe und 20 Schweine.
Schließlich wurde 1818 mit dem Zweiten Gemeindeedikt die übertriebene Zentralisierung weitgehend rückgängig gemacht und es wurden relativ selbständige Landgemeinden mit eigenem Vermögen gebildet, über das sie frei verfügen konnten. Hierbei kam Etzelhof zur Ruralgemeinde Brudersdorf. Die Gemeinde Brudersdorf bestand aus den Ortschaften Brudersdorf mit 10 Familien, Passelsdorf mit 9 Familien, Diepoltshof mit 7 Familien, Ödhof mit einer Familie, Lissenthan mit 10 Familien, Etzelhof mit 7 Familien und Bergelshof mit 6 Familien. Die Gemeinde Brudersdorf blieb bis 1972 bestehen und wurde dann nach Nabburg eingegliedert.
Etzelhof gehörte vom 18. bis zum 20. Jahrhundert zur Pfarrei Nabburg, Dekanat Nabburg.

## Einwohnerentwicklung ab 1819
| Jahr | Einwohner  | Gebäude |
| ---- | ---------- | ------- |
| 1819 | 7 Familien | k. A.   |
| 1828 | 51         | 5       |
| 1838 | 47         | 7       |
| 1864 | 60         | 29      |
| 1875 | 55         | 32      |
| 1885 | 52         | 10      |
| 1900 | 46         | 8       |
| 1913 | 48         | 6       |

| Jahr | Einwohner | Gebäude |
| ---- | --------- | ------- |
| 1925 | 43        | 6       |
| 1950 | 44        | 6       |
| 1961 | 32        | 6       |
| 1964 | 32        | 6       |
| 1970 | 35        | k. A.   |
| 1987 | 22        | 6       |
| 2011 | 20        | k. A.   |